# Saison 2 de Papa Schultz
Chronologie
Saison 1 Saison 3
Cet article présente la deuxième saison de la série télévisée Papa Schultz (Hogan's Heroes).

## Distribution

### Acteurs principaux
- Bob Crane : colonel Robert E. Hogan
- Werner Klemperer : colonel Wilhelm Klink
- John Banner : sergent Hans Schultz
- Robert Clary : caporal Louis LeBeau
- Richard Dawson : caporal Peter Newkirk
- Ivan Dixon : sergent James « Kinch » Kinchloe
- Larry Hovis : sergent Andrew Carter

### Acteurs secondaires
- Leon Askin : General Albert Burkhalter
- Sigrid Valdis : Hilda
- Howard Caine : Major Wolfgang Hochstetter
- Walter Janowitz : Oscar Schnitzer
- Jon Cedar : Caporal Karl Langenscheidt
- Nita Talbot : Marya la Russe blanche (épisodes 10 et 11)
- Arlene Martel : résistante allemande le Tigre (épisodes 10, 11 et 22)

## Liste des épisodes
1. Bon voyage, général !
2. La Brigade Schultz
3. Un million en diamants
4. Opération Hercule
5. Rivalités
6. Grandeur et décadence du sergent Schultz
7. Station thermale
8. La Bombe
9. L'Arme secrète
10. La Chasse au Tigre à Paris, 1re partie
11. La Chasse au Tigre à Paris, 2e partie
12. Bien joué, Adolf !
13. L'Aigle aux ailes d'acier
14. L'Arme fantôme
15. Visiter l'Angleterre
16. Pour l'amour de l'art
17. Échange de généralités
18. Le Cambriolage
19. La Bombe de Klink
20. Madame le Docteur
21. Équipe de nuit
22. Le Faux Führer
23. Le Beau-frère du Général
24. Klink le tueur
25. Mariage à la française
26. Évasion à répétition
27. Photos
28. Le règlement, c'est le règlement
29. Sous le manteau
30. Un Klink en toc

### Épisode 1:Bon voyage, général!
- Sigrid Valdis: Hilda
- James Gregory: Général Biedenbender
- Peter Marko: Lt. Karras
- L.E. Young: Lt. Hardy

### Épisode 2:La Brigade Schultz
- Leon Askin: Général Albert Burkhalter
- Sigrid Valdis: Hilda
- Parley Baer: Colonel Burmeister
- Lou Krugman: Colonel Bussie

### Épisode 3:Un million en diamants
- Ulla Strömstedt: Myra
- Paul Lambert: Major Hegel

### Épisode 4:Opération Hercule
- Eddie Firestone: Sergent Wilson
- Willard Sage: Major Gunther
- Barry Ford: Hercules
- Oscar Beregi Jr.: Général Stauffen
- Peter Hellmann: Garde
- Chris Anders: Sentry

### Épisode 5:Rivalités
- Sigrid Valdis: Hilda
- Jacques Aubuchon: Général von Kattenhorn
- Howard Caine: Colonel Feldkamp
- Janine Gray: Greta

### Épisode 6:Grandeur et décadence du sergent Schultz
- Whit Bissell: Général Kammler
- Laurie Main: Colonel Franz
- Edward Knight: Officier de la Gestapo

### Épisode 7:Station thermale
- Leon Askin: Général Albert Burkhalter
- Sigrid Valdis: Hilda
- Walter Janowitz: Oscar Schnitzer
- Sidney Clute: Sparrow

### Épisode 8:La Bombe
- Leon Askin: Général Albert Burkhalter
- Sigrid Valdis: Hilda

### Épisode 9:L'Arme secrète
- Leon Askin: Général Albert Burkhalter
- Robert Gibbons: Technicien civil
- Vincent Van Lynn: Major allemand
- Margareta Sullivan: Fille

### Épisode 10:La Chasse au Tigre à Paris,1repartie
- Nita Talbot: Marya
- Arlene Martel: Tiger
- John Dehner: Colonel Backscheider
- George N. Neise: Capitaine Mueller
- Dave Morick: Caporal Sontag

### Épisode 11:La Chasse au Tigre à Paris,2epartie
- Nita Talbot: Marya
- Arlene Martel: Tiger
- John Dehner: Colonel Backscheider
- George N. Neise: Capitaine Mueller
- Dave Morick: Caporal Sontag
- Henry Corden: Antonovich

### Épisode 12:Bien joué, Adolf!
- Leon Askin: Général Albert Burkhalter
- William Christopher: Foster
- Bonnie Jones: Christina
- Forrest Compton: Major Krantz

### Épisode 13:L'Aigle aux ailes d'acier
- Leon Askin: Général Albert Burkhalter
- Sandy Kenyon: Colonel Bessler
- Dick Wilson: Capt. Fritz Gruber
- George Tyne: Docteur de la Luftwaffe

### Épisode 14:L'Arme fantôme
Art Baer &
- Sigrid Valdis: Hilda
- Harold Gould: Général Von Lintzer
- John Orchard: Billett

### Épisode 15:Visiter l'Angleterre
- Leon Askin: Général Albert Burkhalter
- Don Knight: Capitaine de la RAF
- Sam Melville: Schmidt / Lt. James Crandall
- John Stephenson: Major Kohler

### Épisode 16:Pour l'amour de l'art
- Leon Askin: Général Albert Burkhalter
- Jon Cedar: Caporal Karl Langenscheidt
- John Crawford: 1er homme de la Gestapo
- Norbert Schiller: Verlaine
- Ina Victor: Suzette

### Épisode 17:Échange de généralités
- Leon Askin: Général Albert Burkhalter
- John Myhers: Field Marshal von Heinke
- Frank Gerstle: Général Barton

### Épisode 18:Le Cambriolage
- Joyce Jameson: Mady Pfeiffer
- Arthur Hanson: Manager de la banque
- Theodore Marcuse: Wilhelm Strasser

### Épisode 19:L'arme fantôme
- Sigrid Valdis: Hilda
- Frank Marth: Colonel SS Deutsch
- David M. Frank: Garde SS

### Épisode 20:Madame le Docteur
- Leon Askin: Général Albert Burkhalter
- Ruta Lee: Suzette Lechay
- Karl Bruck: Dr. Krull
- Curt Lowens: Capitaine de la Gestapo
- Bard Stevens: Officier de service de laboratoire

### Épisode 21:Équipe de nuit
- Leon Askin: Général Albert Burkhalter
- Hal Smith: Hans Spear
- David M. Frank: Kraus intronisé
- David Wiley: Major Pintz
- Otto Waldis: Docteur

### Épisode 22:Le Faux Führer
- Sigrid Valdis: Hilda
- Howard Caine: Major Wolfgang Hochstetter
- Arlene Martel: Tiger
- John Banner: Wolfgang Brauner

### Épisode 23:Le Beau-frère du Général
- Leon Askin: Général Albert Burkhalter
- Mary Mitchel: Eva
- Cliff Norton: Capitaine Kurtz

### Épisode 24:Klink le tueur
- Walter Janowitz: Oscar Schnitzer
- Parley Baer: Docteur Pohlmann
- Barbara Morrison: Gretchen Schultz

### Épisode 25:Mariage à la française
- Sigrid Valdis Hilda
- Howard Caine: Major Wolfgang Hochstetter
- Felice Orlandi: Lt. Boucher des FAFL
- Susan Albert: Suzanne Martine

### Épisode 26:Évasion à répétition
- Leon Askin: Général Albert Burkhalter
- Karl Bruck: Agent de l'OSS Huebler
- Edward Knight: Colonel Stieffer
- Mickey Manners: Sgt. Malcolm Flood
- Bard Stevens: Sergent Schmidt

### Épisode 27:Photos
- Leon Askin: Général Albert Burkhalter
- Willard Sage: Capitaine Berger
- Elisa Ingram: Lili

### Épisode 28:Le règlement, c'est le règlement
- Stewart Moss: Lt. Bigelow
- Sidney Clute: Max
- Milton Selzer: Sergent Reinhold Franks
- John Stephenson: Inspecteur Général

### Épisode 29:Sous le manteau
- Leon Askin: Général Albert Burkhalter
- Sigrid Valdis: Hilda
- Inger Wegge: Maid
- David Wiley: Herr Gruber

### Épisode 30:Un Klink en toc
- John Hoyt: Field Marshal Von Galter
- Theodore Marcuse: Pierre
- Larry D. Mann: Général SS Brenner